# Joseph Baader (Kirchenmusiker)
Joseph Baader (* 1765; † nach 1817) war ein deutscher Kirchenmusiker.

## Leben
Joseph Baader war Ende des 18. Jahrhunderts und zu Beginn des 19. Jahrhunderts als Kirchenmusiker in Bayern tätig. Deutschsprachige kirchenmusikalische Kompositionen veröffentlichte er in Straubing.

## Werke (Auswahl)
- Deutsche Messe (Text von Franz Seraph von Kohlbrenner) mit vier Singstimmen, zwei Violinen, zwei Hörnern, Pauken und Orgelbass RISM ID: 450042317 I Kyrie: Langsam. Incipit: Hier liegt vor deiner Majestät II Gloria. Incipit: Gott soll gepriesen werden. III Credo. Incipit: Allmächtiger vor dir im Staube. IV Offertorium. Incipit: Nimm an, o Herr, die Gaben V Sanctus. Incipit: Singt heilig. VI Benedictus. Incipit: Sieh Vater von dem höchsten Throne. VII Agnus Dei. Incipit: Betrachtet ihn mit Schmerzen. VIII Communion. Incipit: O Herr, ich bin nicht würdig. IX Beschluss. Incipit: Nun ist das Lamm geschlachtet.
- Deutscher Messgesang, welcher willkührlich mit einer- zwo- oder drey Singstimmen und der Orgel in Landkirchen kann gebraucht werden. Ignaz Heigl & Co., Straubing, 1806 RISM ID: 991013306
- Deutsche Litaney für eine Singstimme und die Orgel RISM ID: 450040738